# Парис (Онтарио)
Парис (англ. Paris)  — населённый пункт в провинции в Онтарио, Канада, расположен недалеко от места впадения реки Нит в Гранд-Ривер. Основан в 1850 году. По переписи 2016 года численность населения составляет 12 310 человек.

## История

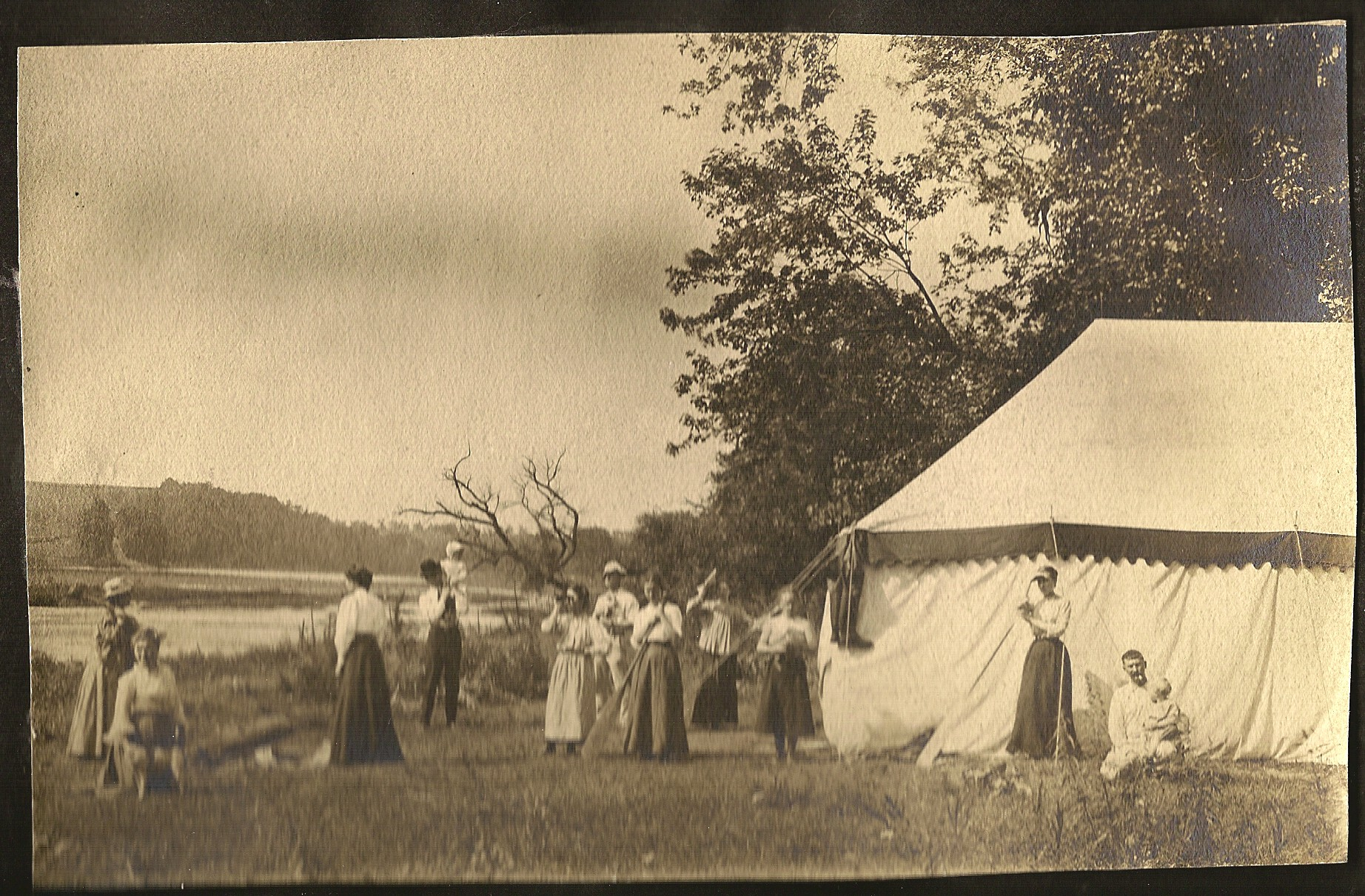
Семья на берегу Гранд-Ривер. Начало 20 в.

Парис был назван в честь залежей гипса, который использовался для изготовления так называемой «парижской штукатурки». Минерал был обнаружен в 1793 году, когда эту территорию исследовали британцы. В 1794 году рядом с местом, где сейчас находится Дандас, была построена дорога, названная «Губернаторская дорога».
Селение было формально основано 7 мая 1829 года, когда его основатель Хирам Капрон, родом из Вермонта, купил землю за 10 000 долларов и разделил её на два участка. Капрон построил мельницу, открыл кузницу и гипсовый рудник.
К середине 19 века в городе сложилась успешная община из примерно 1000 человек (по происхождению американцы, шотландцы, англичане и ирландцы). Было построено пять церквей; а почтовая служба получала почту три раза в неделю.
Деревня была преобразована в город в 1856 году по инициативе Х. Финлейсона, который был избран первым мэром. В 1869 году население составляло около 3200 человек. С конца 1990-х годов в Парисе наблюдается рост населения.

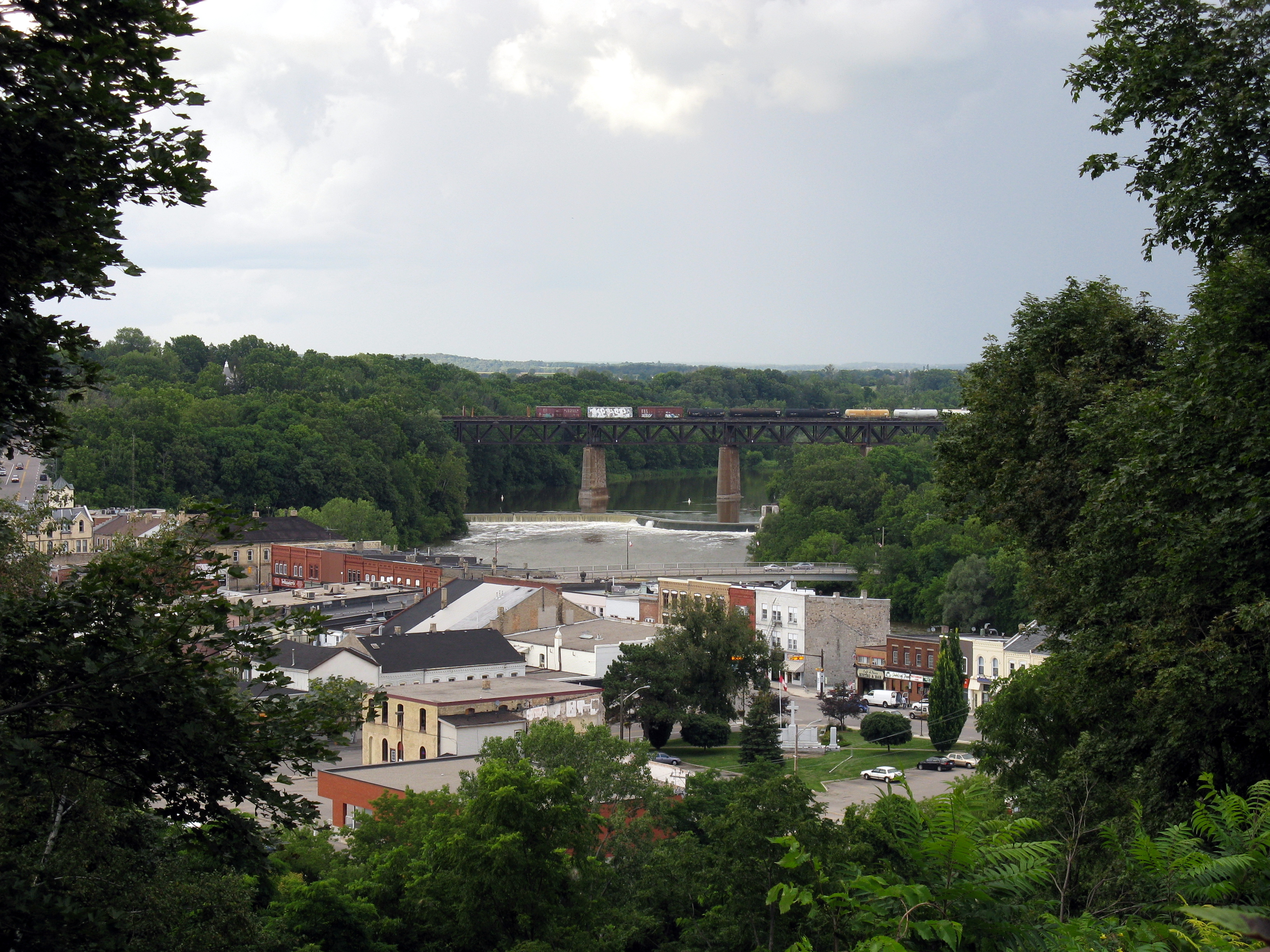

## В кинофильмах
- Вдали от неё (2006)
- Победительница (2005).
- Кровь и кишки (1978)
- Самое сложное начинается (1973)

## Галерея

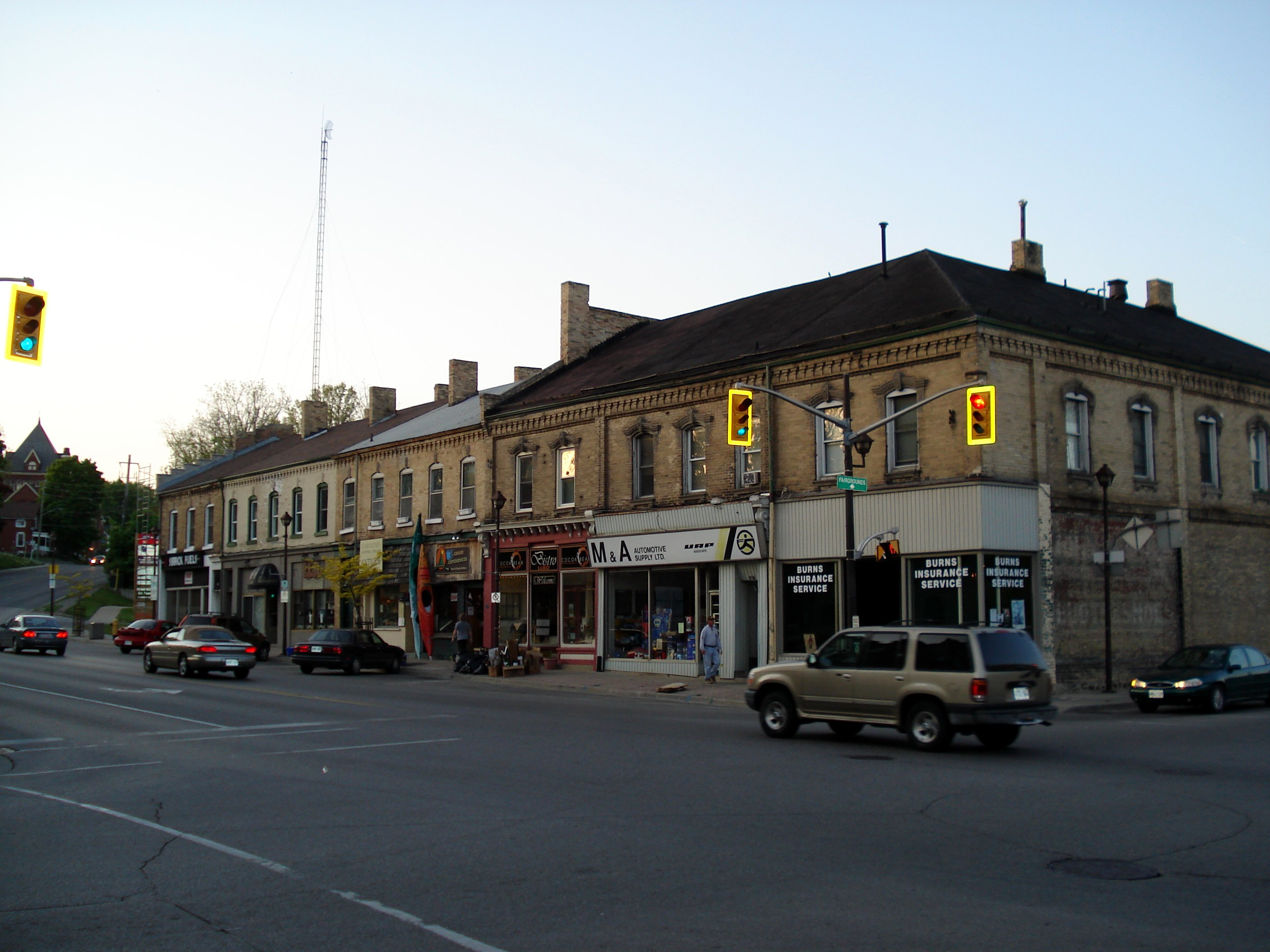
Онтарио-стрит
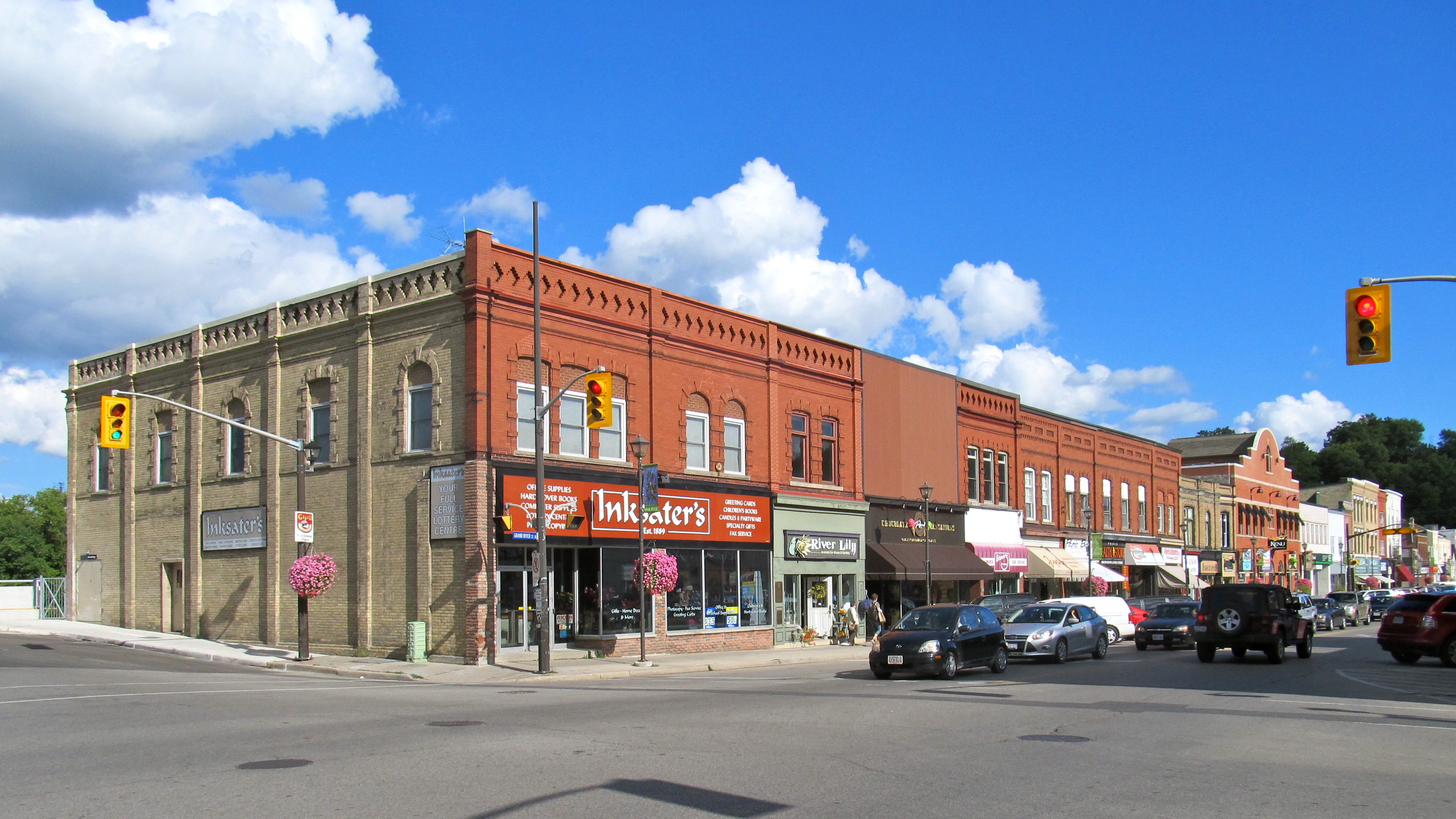
Гранд-Ривер-стрит
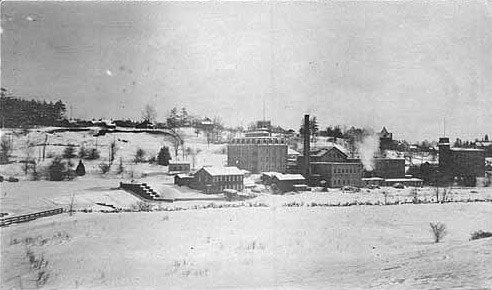
Зимняя сцена у завода семьи Пенман
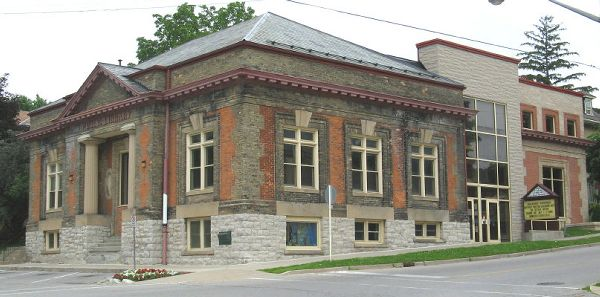
Библиотека округа Брант, филиал в г. Парис
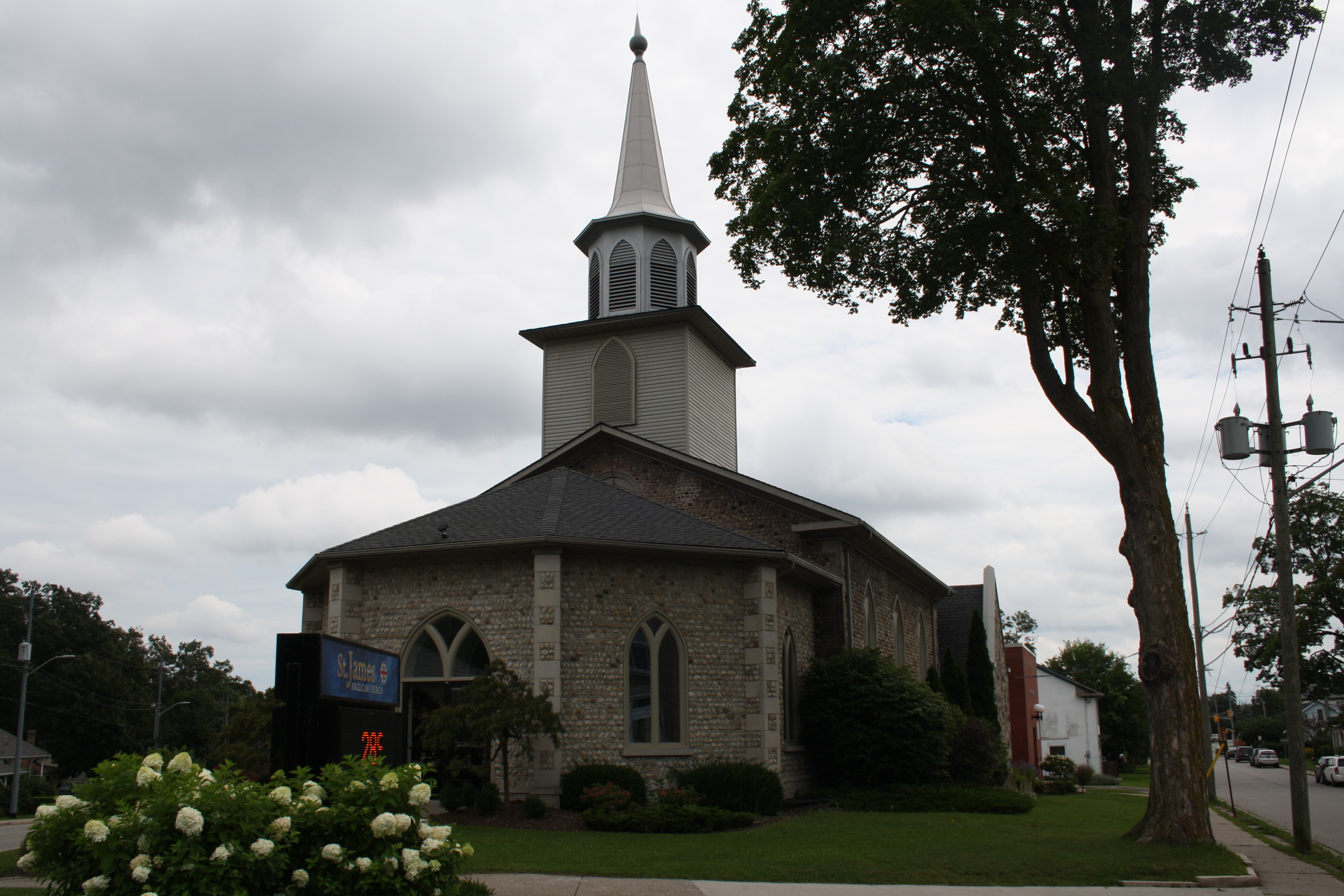
Англиканская церковь св. Якова
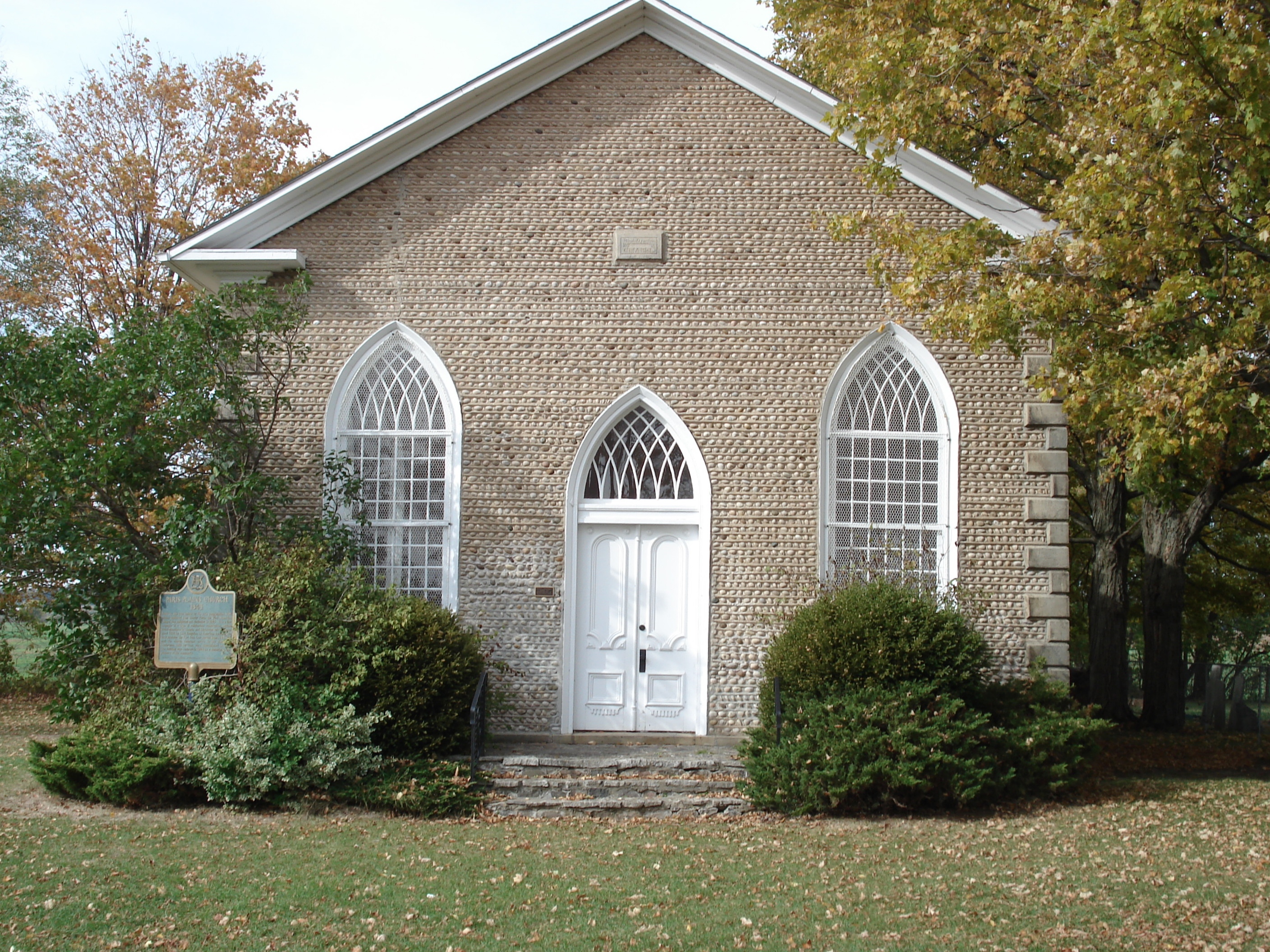
Церковь Равнин Парис, сооружена в 1845 г.
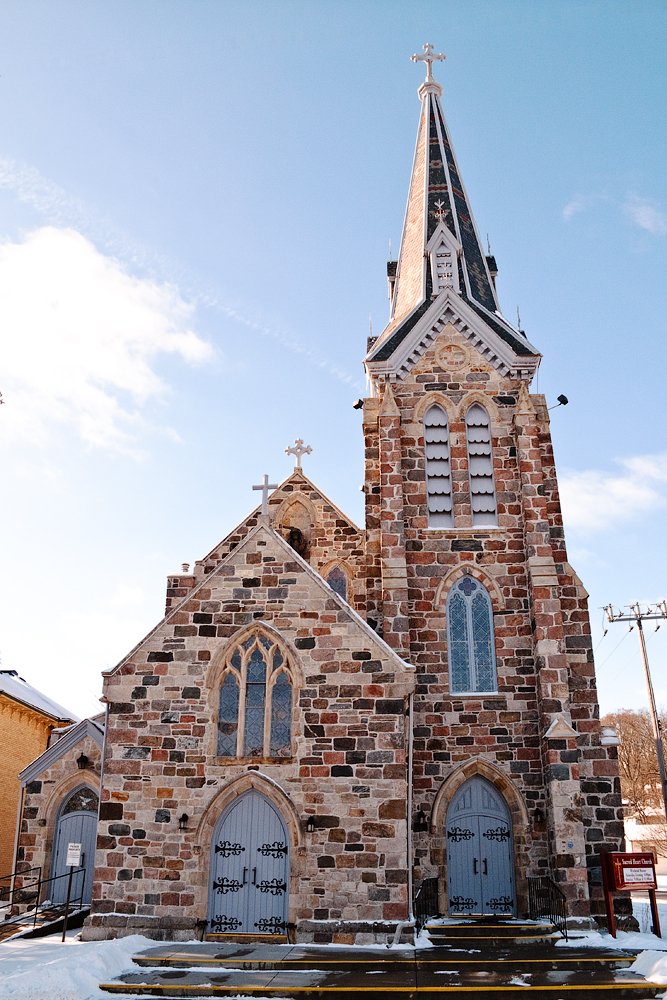
Римско-католическая церковь св. Сердца
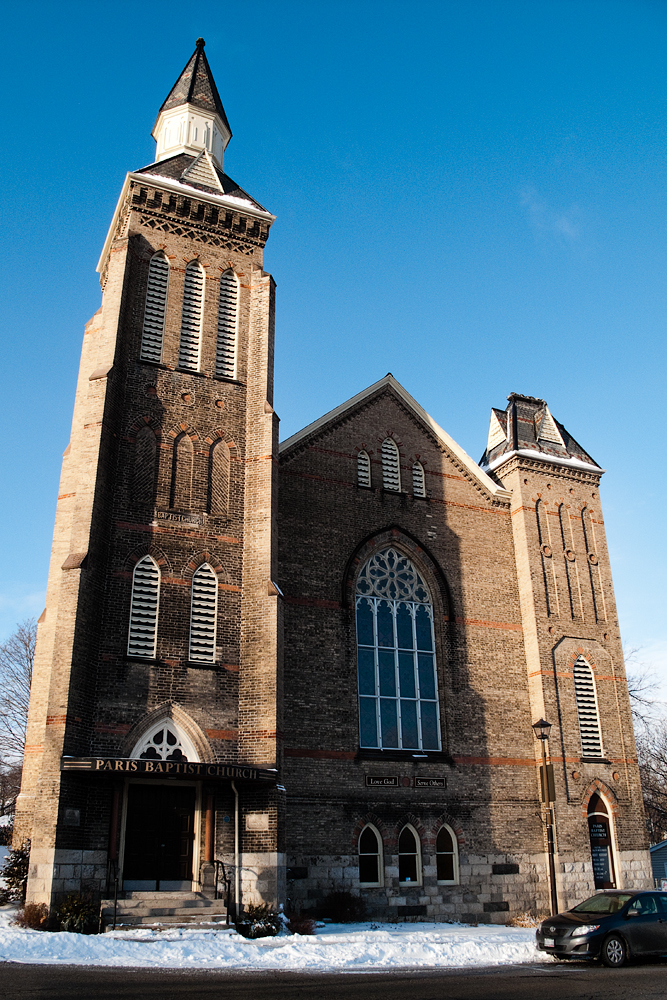
Баптистская церковь